# 赤 (KREVAのシングル)
赤（あか）は、日本のヒップホップMC、KREVAのメジャー13枚目のシングルである。発売元はポニーキャニオン。

## 概要
- 前作「青」から約4ヶ月ぶりとなるシングル。
- ジャケットは前作「青」の物を左右反転させ、CDケースを右開きにしたものとなっている。
- 4thアルバム『心臓』の発売発表時に、この「赤」は動脈を、前作「青」は静脈を表したものと発表された[2]。
- 2009年8月28日、このシングルに収録されている「瞬間speechless」で、ソロ活動としては初めてとなるミュージックステーションへの出演を果たした[3][注 1]。この日には親交のあるスピッツも出演しており、8月22日にスピッツ主催のイベント「ロックロックこんにちは！」で顔を合わした際、スピッツから「トークはKREVAに任した！」と託されたが、番組本番で歌の披露の前のタモリとのトークの時間は設けられなかった[4]。

## 収録曲
1. 瞬間speechless ( - )
Produced by KREVA
Words＆Music:KREVA
歌詞は全編フィクション。楽曲は1年前以上に完成していたが、簡単にはリリースしたくないとKREVAが温めていた楽曲。
2009年4月のツアー『意味深2』で初公開された[5]。
2. 君に、胸キュン。－浮気なヴァカンス－( - )
Produced by KREVA
Words by 松本隆
Music by 細野晴臣、高橋幸宏、坂本龍一
3. 瞬間speechless（inst） ( - )
Produced by KREVA
Words＆Music:KREVA
4. 君に、胸キュン。－浮気なヴァカンス－（inst） ( - )
Produced by KREVA
Words by 松本隆
Music by 細野晴臣、高橋幸宏、坂本龍一